# Ephedra przewalskii
Ephedra przewalskii là một loài thực vật hạt trần trong họ Ephedraceae. Loài này được Stapf mô tả khoa học đầu tiên năm 1889.